# リリー・ニュートン
リリー・ニュートン（Lily Newton、1893年1月26日 - 1981年3月26日）はイギリスの植物学者である。藻類学の分野で、『イギリスの海草ハンドブック』（""A Handbook of the British Seaweeds"）を執筆した。ウェールズ大学の副学長も務めた。

## 略歴
サマセットのペンズフォード（Pensford）に生まれた。女学校を卒業した後、ブリストル大学で学び、Vincent Stuckey Lean奨学金を得て卒業した。1919年にブリストル大学の植物学の助教となった後、翌年、ロンドン大学バークベック・カレッジに移り講師を務め、1923年から大英博物館とインペリアル・カレッジで働いた。1925年にジョン・イネス園芸研究所の細胞学者、ウィリアム・ニュートン（William Charles Frank Newton）と結婚するが、2年後、死別した。1927年から亡夫の論文の出版のためにジョン・イネス園芸研究所で働いた。
1928年にウェールズに移り、ウェールズ大学アベリストウィス校の植物学の講師となり、1930年に教授となった。大学の発展に貢献し、1951年から1952年の間、副学長を務め、1959年に名誉教授号を受け、名誉法学博士号（LLD）を受けた。1955年から1957年の間イギリス藻類学会（British Phycological Society）の会長を務めた。
植生分布や藻類に関する多くの著作を行い、1931年の"A Handbook of the British Seaweeds"は、イギリス沿岸の750種の藻類の分類学的な著作である。第二次世界大戦によって、学術用、医療用、食用の寒天が日本からの輸入が途絶えることにより不足した時、イギリス政府からイギリスの海藻からの寒天の量産の研究を依頼された。また代用薬や食用用途のある藻類、Gigartina stellata や Chondrus crispusの調査も行った。
河川汚染に関する研究や、ウェールズの水力発電所かかわる環境保全などの活動も行った。

## 著作
- Newton, L. A handbook of the British seaweeds. London: British Museum, 1931
- Newton, L. Plant distribution in the Aberystwyth district: including Plynlimon and Cader Idris. Aberystwyth: Cambrian News, 1933?
- Orr, A.P., Newton, L., Marshall, S.M. A study of certain British seaweeds and their utilisation in the preparation of agar. London: HMSO, 1949
- Newton, L. Seaweed utilisation. London: Sampson Low, 1951